# Banát

Mapa Banátu

Banát (srbsky Банат, Banat, rumunsky Banat, maďarsky Bánát či Bánság, německy Banat, slovinsky Banát) je oblast v jihovýchodní Evropě, rozdělená na tři části: východní se nachází v Rumunsku (Timiș, Caraș-Severin a částečně Arad a Mehedinți), západní v Srbsku (srbský Banát ve Vojvodině) a menší severní část v Maďarsku (Csongrád-Csanád). Je součástí Panonské roviny, na jihu je ohraničen Dunajem, řekou Tisou na západě, na severu řekou Mureș a na východě jižními Karpaty.

## Historie

Banát na mapě Evropy

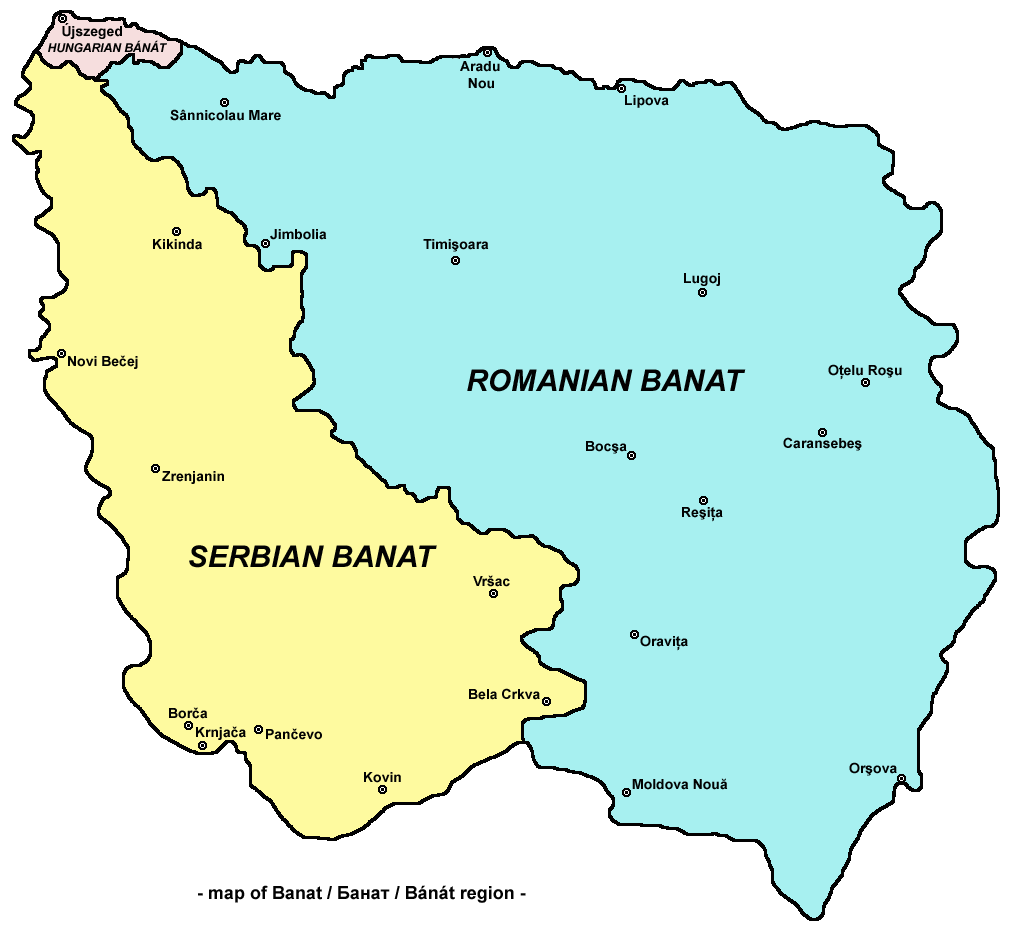
Mapa s většími městy

Ve starověku byl Banát obýván Dáky, kteří byli od roku 106 pod římskou nadvládou.
V průběhu 6. století přišli do oblasti Slované, během 9. století byl Banát připojen k Bulharské říši. V 11. století se oblast dostala pod kontrolu Uherska.
V roce 1552 byl Banát dobyt Osmanskou říší, která ho ovládala až do roku 1716, kdy byli Turci poraženi Evženem Savojským. Během turecké nadvlády a v důsledku válek bylo území téměř vylidněno a bylo tvořeno pustými lesy a bažinami. Požarevackým mírem (1718) připadla země rakouskému soustátí. V roce 1720 byl guvernérem Banátu jmenován Claudius Mercy (1666–1734), který se zasloužil o částečné zregenerování oblasti, močály okolo Dunaje a Tisy byly vyčištěny, kanály a silnice za velkých nákladů obnoveny. Za vlády Marie Terezie začal být Banát dosidlován evropskými kolonisty. Jednalo se především o Němce ze Švábska, ale i z jiných částí svaté říše římské, Francouze z Lotrinska, Slováky atd. V té době bylo založeno mnoho vesnic a kromě zemědělství se začalo využívat i místního nerostného bohatství, protože příchozí obyvatelé byli nejen rolníci, ale i obchodníci a řemeslníci. Oblast byla pod vojenskou správou až do roku 1751, kdy Marie Terezie zavedla v Banátu správu civilní s výjimkou Banátské Krajiny na jihu, která zůstala součástí rakouské vojenské hranice až do jejího zrušení v r. 1871.
V roce 1779 byl Banát připojen k Uhersku. Po revoluci v roce 1848 se dostal pod přímou vládu rakouské koruny jako Srbská Vojvodina a Temešský Banát (něm. Woiwodschaft Serbien und Tamisch Banat), ale v roce 1860 byl znovu připojen k Uhersku a byl jeho součástí až do 31. října 1918, kdy zde vznikla krátkodobá Banátská republika (kterou uherská vláda uznala), jež však již 15. listopadu 1918 byla likvidována srbskými vojsky. Roku 1919 byl potom Banát rozdělen mezi Rumunsko (východní, větší část) a Království Srbů, Chorvatů a Slovinců (západní, menší část). Jen nepatrná část připadla Maďarsku. Tomu odpovídá i současná podoba hranic. Rozhraničení Banátu bylo v závěru první světové války předmětem vzájemných sporů mezi Rumunskem a vznikající Jugoslávií (královstvím SHS). Rumunsko apelovalo na to, že mu byl přislíbeno celé území Banátu ve smlouvě se západními spojenci v roce 1916. Západní mocnosti kontrovaly tím, že Rumunsko uzavřelo separátní mír. Výsledné kompromisní rozdělení území bylo problematické pro obě strany; rumunský premiér Take Ionescu byl označen za zrádce národa.
Během druhé světové války se po porážce Jugoslávie stala její část Banátu předmětem sporů. O připojení této části Banátu usilovaly jak Rumunsko, tak Maďarsko. Na druhé straně zdejší německé obyvatelstvo usilovalo o zřízení německého státu v údolí Tisy a Dunaje, který by zahrnoval rovněž Bačku a Srem. Obě snahy zůstaly bez úspěchu a zbytek jugoslávského Banátu zůstal pod formální správou Srbska. Během bělehradské operace byl Banát osvobozen a obnoven stav před válkou.

## Obyvatelstvo

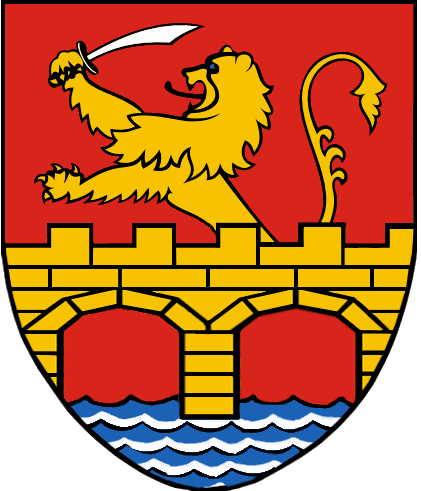
Moderní znak Banátu (resp. rumunské části).

Vývoj celkového počtu obyvatelstva udává tabulka níže. Je třeba přihlédnout k tomu, že údaje zde uvedené jsou ovlivněny změnou hranic statistických celků a především zde nejsou po r. 1919 zahrnuty údaje z maďarské části Banátu.
| Rok  | Západní část (srbská) | Rok  | Východní část (rumunská) | Celkem    | Poznámka        |
| ---- | --------------------- | ---- | ------------------------ | --------- | --------------- |
| 1717 |                       |      |                          | 85 166    |                 |
| 1743 |                       |      |                          | 125 000   |                 |
| 1753 |                       |      |                          | 210 992   |                 |
| 1774 |                       |      |                          | 375 740   |                 |
| 1797 |                       |      |                          | 667 912   |                 |
| 1900 |                       |      |                          | 1 431 329 |                 |
| 1910 |                       |      |                          | 1 582 133 |                 |
| 1921 | 559 096               | 1920 | 822 639                  | 1 381 735 | dvacátá léta    |
| 1931 | 585 579               | 1930 | 878 877                  | 1 464 456 | třicátá léta    |
| 1953 | 617 163               | 1956 | 896 668                  | 1 513 831 | padesátá léta   |
| 1961 | 655 868               | 1966 | 966 322                  | 1 622 190 | šedesátá léta   |
| 1981 | 672 884               | 1977 | 1 082 461                | 1 755 345 | kolem r. 1980   |
| 1991 | 648 390               | 1992 | 1 076 380                | 1 724 770 | devadesátá léta |
| 2002 | 665 397               | 2002 | 1 011 145                | 1 676 542 |                 |

### Národnostní složení

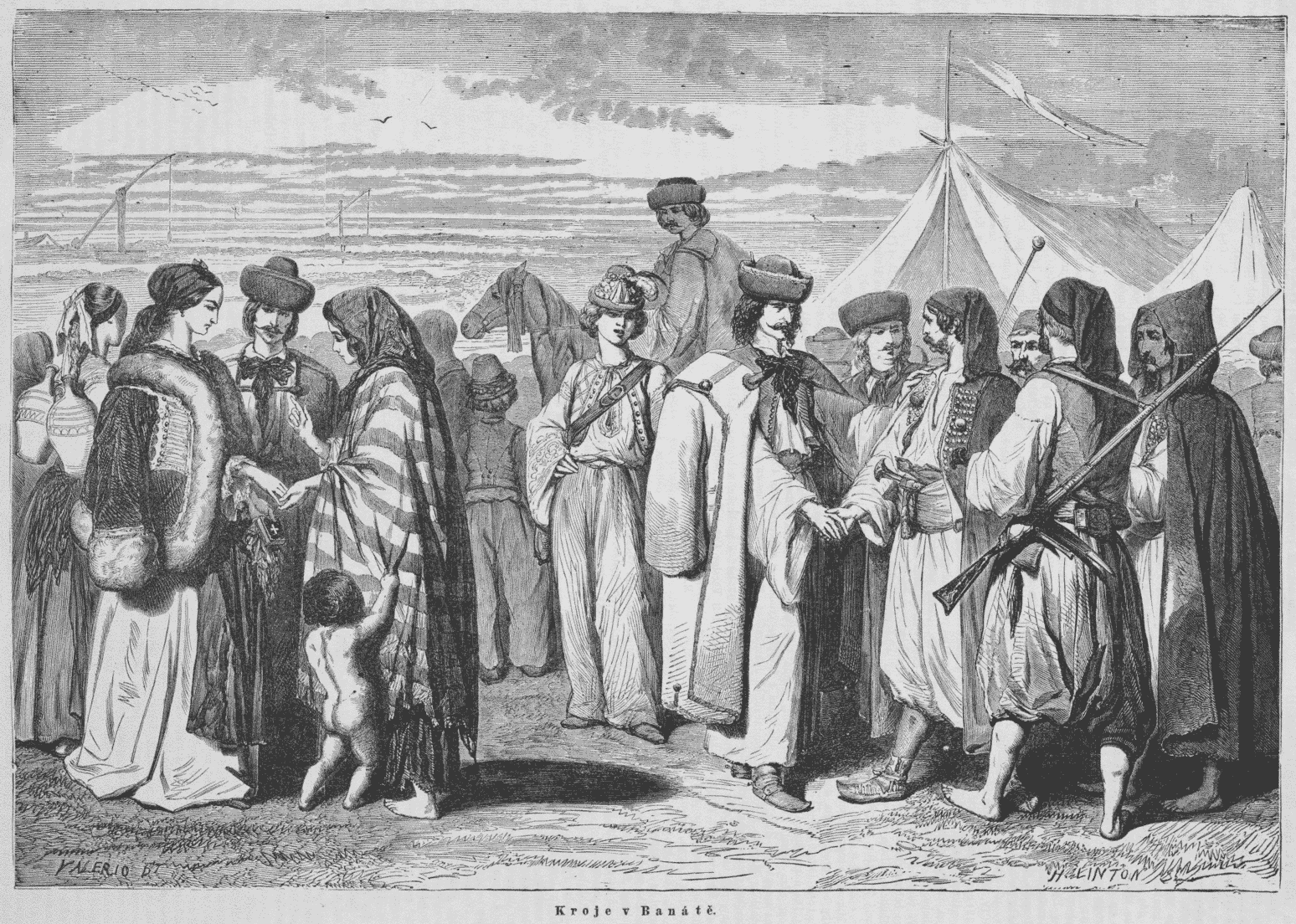
Lidové kroje v banátu kolem roku 1860

V druhé polovině 17. století obývali rovinatou část Banátu Srbové, zatímco na východní, hornaté části žili Rumuni. V polovině 18. století byly tři východní okresy (Lugoj, Caransebeș a Orșova) obývány Rumuny, ve středu země (Timișoara, Lipova, Vršac, Nova Palanka, Ciacova a Cenad) žilo smíšené obyvatelstvo a tři západní okresy (Veliki Bečkerek, Pančevo and Velika Kikinda) obývali Srbové. Maďaři zde do této doby prakticky nežili, protože z obavy před odlidňováním sousedních oblastí bylo přesidlování odtud do Banátu povoleno teprve od r. 1789.
Údaje o národnostním složení, které jsou až do sčítání počátkem 20. století odhady, udávají podstatný nárůst německého a maďarského obyvatelstva v Banátu. Prvotními podklady pro určení skladby obyvatel jsou matriky, a proto jsou údaje ovlivněny především příslušnosti ke konfesi (např. Srbové a Řekové jsou uváděni dohromady). Národnostní složení koncem 19. století je zdokumentováno pouze v rumunské části Banátu. Později i zjišťované údaje vypovídají spíše o jazykových komunitách, protože vycházejí z obcovací řeči, neboť se nepřihlíželo ani k příslušnosti k etnické skupině, ani k mateřskému jazyku.
Německá menšina byla v důsledku vývoje koncem druhé světové války a po ní v Banátu značně oslabena. V létě r. 1944 byli Němci především z rumunské části evakuováni, ale po válce bylo jim umožněno se do Rumunska vrátit. Naproti tomu do srbské části se navrátit nesměli a zbylé německé obyvatelstvo zde bylo soustředěno v tzv. vesnických táborech. Z Němců, kteří zůstali, bylo koncem roku 1944 několik tisíc (odhady kolísají mezi 12 000 až 30 000), převážně žen, odvezeno na nucené práce do Sovětského svazu, především na Donbas, a to jak z rumunské, tak jugoslávské části Banátu.
Od r. 1948 bylo povolena hromadná emigrace do Francie těm, kdo se prohlásili za potomky lotrinských imigrantů. Později byla povolena i emigrace individuální. Zatímco v rumunské části zůstávala v oblasti po roce 1950 zhruba polovina z původního německého obyvatelstva, v jugoslávské části to bylo asi 16 % a německá menšina zde koncem padesátých let prakticky vymizela.
Odliv Němců probíhal i v Rumunsku, ale nijak intenzivně. Emigrace se zrychlila po pádu železné opony, takže ročně se vystěhovalo okolo 15 tisíc Němců.
Níže uvedená tabulka udává přehled národnostního složení v Banátu. Je třeba přihlédnout k tomu, že údaje z jugoslávské, resp. srbské části a rumunské části byly získávány v rozdílných letech, dále k tomu, že Slováci jsou v rumunských zdrojích uváděni mezi ostatními, takže jejich celkový počet je vyšší, a nakonec k tomu, že se během let měnila metodika deklarování národnosti.
|               | Rumuni           | Srbové           | Němci            | Maďaři           | Slováci        | Ostatní          |
| ------------- | ---------------- | ---------------- | ---------------- | ---------------- | -------------- | ---------------- |
| 1774          | 220 000 (58,6 %) | 100 000 (26,6 %) | 53 000 (14,1 %)  | 2 400 (0,6 %)    |                | 340 (0,1 %)      |
| 1900          | 578 789 (40,4 %) | 251 938 (17,6 %) | 362 487 (25,3 %) | 170 124 (11,9 %) |                | 67 991 (4,8 %)   |
| 1910          | 592 049 (37,4 %) | 284 329 (18,0 %) | 387 545 (24,5 %) | 242 152 (15,3 %) | 16 223 (1,0 %) | 59 835 (3,8 %)   |
| 20. léta      | 517 250 (37,4 %) | 235 148 (17,0 %) | 221 425 (16,0 %) | 178 418 (12,9 %) | 17 595 (1,3 %) | 211 899 (15,3 %) |
| 30. léta      | 536 146 (36,6 %) | 298 236 (20,4 %) | 227 085 (15,5 %) | 187 288 (12,8 %) | 17 900 (1,2 %) | 197 801 (13,5 %) |
| 50. léta      | 644 463 (42,6 %) | 414 276 (27,4 %) | 137 697 (9,1 %)  | 198 473 (13,1 %) | 21 299 (1,4 %) | 97 623 (6,4 %)   |
| 60. léta      | 728 509 (44,9 %) | 462 372 (28,5 %) | 133 197 (8,2 %)  | 197 302 (12,2 %) | 22 306 (1,4 %) | 78 504 (4,8 %)   |
| kolem r. 1980 | 839 481 (47,8 %) | 454 279 (25,9 %) | 119 972 (6,8 %)  | 177 208 (10,1 %) | 21 392 (1,2 %) | 143 013 (8,1 %)  |
| 90. léta      | 922 893 (53,5 %) | 448 504 (26,0 %) | 38 658 (2,2 %)   | 146 895 (8,5 %)  | 19 903 (1,2 %) | 147 917 (8,6 %)  |
| 2002          | 887 351 (52,9 %) | 497 245 (29,7 %) | 21 231 (1,3 %)   | 119 427 (7,1 %)  | 17 994 (1,1 %) | 133 294 (8,0 %)  |

### Česká a německá menšina vBanátu
Čeští a němečtí osadníci, kteří byli do rumunského Banátu transmigrováni koncem 18. století nejen z českých zemí, se nazývají počeštělým rumunským výrazem Pémové.
V rumunském Banátu založili Češi vesnice Gerník, Rovensko, Svatá Helena, Bígr, Eibenthal, Šumice, Svatá Alžběta. Šest vesnic včetně Svaté Alžběty, zaniklé roku 1847, leží v župě Caraș-Severin, Eibenthal v župě Mehedinți.
Čeští Němci založili severněji vesnice Wolfswiese, Weidenthal, Weidenheim a Lindenfeld.
V jižní části srbského Banátu založili Češi vesnici Češko Selo a osídlili Krušici a další.
V roce 2013 se v jedné z českých vesnic, Eibenthalu, uskutečnil kulturní krajanský Festival Banát, na kterém se představují různá hudební a divadelní tělesa. Na jeho přípravě se podílel organizační štáb z Českolipska (mimo jiných Štěpán Slaný), z této vesnice a z organizace Člověk v tísni. Festival se od té doby koná v Eibenthalu každoročně. V roce 2017 nahradili organizátoři původní společnou autobusovou dopravu speciálně vypraveným vlakem z Prahy až do rumunské Oršavy, odkud se návštěvníci akce přesunuli dále loděmi po Dunaji. V roce 2018 se pak festival rozšiřuje do další české vesnice v Rumunsku, Gerníku. Zde vznikla páteční Gernická noc a v roce 2019 poprvé překračuje státní hranice do sousedního Srbska. Zde se dočkala výrazného restartu krajanská kulturní akce Paprikašijáda, což je ve skutečnosti festival ve vaření nejlepšího paprikového guláše podle místní receptury. Zde první rok vystoupilo sedm kapel a vypravily se sem vedle tradičního vlaku do Eibenthalu i dva autobusy fanoušků.